# Solec Nowy
Solec Nowy (niem. Silz Hauland, dawniej Soleckie Olendry, Solecko) – wieś w Polsce położona w województwie wielkopolskim, w powiecie wolsztyńskim, w gminie Przemęt.
W okresie Wielkiego Księstwa Poznańskiego (1815-1848) miejscowość wzmiankowana jako Soleckie Olendry (Silz Hauland) należała do wsi większych w ówczesnym powiecie babimojskim rejencji poznańskiej. Soleckie Olendry należały do wolsztyńskiego okręgu policyjnego tego powiatu i stanowiły część majątku Wroniawy, który należał do Antoniny Platerowej. Według spisu urzędowego z 1837 roku Soleckie Olendry liczyły 245 mieszkańców, którzy zamieszkiwali 34 dymy (domostwa).
W latach 1975–1998 miejscowość administracyjnie należała do województwa leszczyńskiego.